# I Don’t Wanna Cry
I Don’t Wanna Cry – czwarty singel promujący debiutancki album Mariah Carey Mariah Carey. Piosenka została napisana przez Mariah Carey i Narada Michaela Waldena. Ballada została wydana w drugim kwartale 1991. Stała się ona kolejnym singlem numer 1 na liście amerykańskiej. Jak inne single ten także zdobył nagrodę BMI Pop Award.

## Kompozycja i nagrywanie
„I Don’t Wanna Cry” był pierwszym singlem Carey, którego nie napisała ona przy współpracy z Benem Marguliesem. Kiedy pierwszy raz napisała piosenkę z Waldenem, była bardzo podekscytowana, bo brzmiała jak coś, co można puścić w radio. Z powodu przykrych doświadczeń w trakcie produkcji piosenki, Carey powiedziała w wywiadzie dla MTV, że „stara się śpiewać ją jak najrzadziej”. Wokalistka protestowała przeciwko współprodukcji piosenki, ale jej wytwórnia w porę jej tego zabroniła. Często kłóciła się z Waldenem w trakcie produkcji piosenki i z tego powodu stał się on dla niej najmniej lubianym producentem, pracującym nad jej debiutem. Protegowany Waldena, Walter Afanasieff powiedział, że to on produkował i napisał piosenkę.

## Listy przebojów
„I Don’t Wanna Cry” stał się czwartym singlem, który osiągnął pierwsze miejsce Billboard Hot 100. Dzięki temu album Mariah Carey pobił rekord: każdy singel, którym został wypromowany, osiągnął pierwsze miejsce. Na pierwszym miejscu, „I Don’t Wanna Cry” znalazł się w swoim ósmym tygodniu. Singel przez 13 tygodni utrzymał się w pierwszej 40 i był jednym z 4 singli na końcoworocznej listy Billboard Hot 100 w 1991 roku, na miejscu 26. Piosenka stała się trzecią, która znalazła się na szczycie listy „Adult Contemporary”.
Poza USA był jednym z najmniej sukcesywnych singli. Nie udało mu się wskoczyć do pierwszej 40 w Australii, a w Kanadzie ominął pierwszą 5. „There’s Got To Be a Way” został wydany jako czwarty singel w Wielkiej Brytanii zamiast „I Don’t Wanna Cry”.

## Teledysk
Teledysk został nakręcony przez Larry’ego Jordana. Wersja z 1991 roku została nakręcona w tonacji sepii.
Część alternatywnej wersji teledysku została dodana do DVD The First Vision. Oryginalny teledysk został dodany do DVD #1's i był to jedyny teledysk do singli z Mariah Carey, który został na nim pokazany. Trzech poprzednich Mariah się wstydziła.

## Lista utworów
U.S. CD single (cassette single/7" single)
1. „I Don’t Wanna Cry” (album version)
2. „You Need Me” (album version)

US CD, Single, Promo
1. I Don’t Wanna Cry [Radio Version] 4:25
2. I Don’t Wanna Cry [Album Version] 4:49

## Pozycje na listach przebojów
| Lista (1991)                                    | Najwyższa pozycja |
| ----------------------------------------------- | ----------------- |
| Australian ARIA Singles Chart                   | 49                |
| Canadian Singles Chart                          | 7                 |
| Israeli Singles Chart                           | 11                |
| U.S. ARC Weekly Top 40                          | 1                 |
| U.S. Billboard Hot 100                          | 1                 |
| U.S. Billboard Hot R&B/Hip-Hop Singles & Tracks | 2                 |
| U.S. Billboard Adult Contemporary               | 1                 |